# Monteverde (Valfabbrica)
Monteverde è una frazione del comune di Valfabbrica (PG).
Il paese si raggiunge attraverso una strada che sale da Pianello verso la collina destra della valle del Chiascio, a 563 m s.l.m.; da esso si gode di un vasto panorama verso i monti di Perugia e della Valle Umbra. Secondo i dati Istat del 2001, i residenti sono 51  Archiviato il 27 ottobre 2020 in Internet Archive..

## Storia
Nel 1198, Monte Aldone (l'antico nome di Monteverde) risultava sotto la giurisdizione civile ed ecclesiastica della città di Assisi, come ricorda un documento siglato da Innocenzo III.
Il termine "monte degli aldi" dovrebbe derivare dal longobardo, ove con questo termine si identificavano i servi, in memoria degli schiavi fatti dai longobardi o dai franchi. Il cambiamento in monte verde fa invece pensare all'affrancamento da tale schiavitù, ed anche alla presenza di estesi querceti nelle vicinanze.
Un censimento del 1232 registra la presenza di 27 famiglie; tra i personaggi dell'epoca, si annoverano tali Mercede, Offreduccio e Favarone, con chiare discendenze longobarde (questi ultimi sono parenti di santa Chiara d'Assisi).
Vi abitarono anche le sorelle Matilda e Agnina di Tommasino (il signore di Monteverde), compagne di santa Chiara all'interno del Monastero di San Damiano.
Nel 1266 il castello passa dalle mani di Tommasino a quelle degli abitanti del castello di Monteverde, pur rimanendo sempre sottomesso ad Assisi.
Nel 1386, durante la guerra con Perugia, il paese fu sollecitato a rimanere fedele alla città assisiate.
Fino a tutto il 1730, risulta ancora tra i castelli inseriti nel contado di Assisi.

## Economia e manifestazioni
Parecchi agriturismi sono stati ricavati da casolari ristrutturati.